# Saint-Géry (België)
Saint-Géry (Waals: Sint-Djri) is een plaats en deelgemeente van de Belgische gemeente Chastre. Saint-Géry ligt in de provincie Waals-Brabant en was tot 1 januari 1977 een zelfstandige gemeente. De plaats is genoemd naar de heilige Gorik van Kamerijk.

## Geschiedenis
Onder het ancien régime was Saint-Géry een zelfstandige heerlijkheid. Juridisch viel het onder het kwartier van Brussel van het hertogdom Brabant. Na de Franse invasie werd Saint-Géry als gemeente ingedeeld bij het kanton Mellery van het Dijledepartement. Dit departement werd nadat de Fransen verdreven waren omgevormd tot de provincie Zuid-Brabant, de latere Belgische provincie Brabant.

## Bezienswaardigheden
- Het Kasteel van Saint-Géry was een heerlijke zetel. Op deze plaats werd in 1833 een neoclassicistisch kasteel gebouwd.
- De Sint-Gorikskerk (Église Saint-Géry) is een neoclassicistisch kerkgebouw van 1836.
- De Tour de Boissemont is een donjon uit de 2e helft van de 13e eeuw gebouwd in lokaal gewonnen kwartsiet.

## Natuur en landschap
Saint-Géry ligt aan de Houssière. De hoogte aan de kerk bedraagt 147 meter.

## Demografische ontwikkeling
- Bronnen:NIS, Opm:1831 tot en met 1970=volkstellingen, 1976= inwonersaantal op 31 december

## Nabijgelegen kernen
Gentinnes, Villeroux, Cortil, Corroy-le-Château
Deelgemeenten: Chastre-Villeroux-Blanmont · Cortil-Noirmont · Gentinnes · Saint-Géry

Overige plaatsen: Blanmont · Chastre · Cortil · Noirmont · Villeroux

Belgische gemeenten · Arrondissement Nijvel · Waals-Brabant · Wallonië